# Mannlicher M1895
Mannlicher M1895 (tiếng Đức: Infanterie Repetier-Gewehr M.95 , tiếng Hungary: Gyalogsági Ismétlő Puska M95 )là một loại súng trường bắn chốt kéo thẳng được thiết kế bởi Ferdinand Ritter von Mannlicher và được quân đội Áo Hung sử dụng vào năm 1895. Chúng được sản xuất chủ yếu bởi ŒWG ở Steyr và FÉG ở Budapest.
Ban đầu chúng được thiết kế để sử dụng đạn 8 × 50mmR mũi tròn nhưng sau đó đa phần súng sử dụng đạn 8 × 56mmR mũi nhọn mạnh hơn.

## Biến thể

### Súng trường
"Mannlicher M1895" (tiếng Đức: Infanterie Repetier-Gewehr M1895 ) là biến thể đầu tiên của loại súng này và nó được sử dụng trong Thế chiến thứ nhất bởi phần lớn quân đội Áo-Hung.

### Stuzen
Súng trường stutzen (tên chính thức tiếng Đức: Repetier-Stutzen M1895 ) chủ yếu được sử dụng bởi các đội đặc nhiệm (tức là quân Storm Troopers) trong Thế chiến thứ nhất.
Trọng lượng: 3,09 kilôgam (6,8 lb)
Chiều dài: 1.003 milimét (39,5 in)
Chiều dài nòng súng: 500 milimét (20 in)

### Carbine
Súng carbine (tên gọi chính thức tiếng Đức: Kavalerie Repetier-Carabiner M1895;),được các đơn vị kỵ binh của Quân đội Áo-Hung sử dụng để thay thế súng carbine Mannlicher M1890
Trọng lượng: 3,4 kilôgam (7,5 lb)
Chiều dài: 990 milimét (39 in)
Chiều dài nòng súng: 480 milimét (19 in)